# Achucarro Basque Center for Neuroscience
El Gobierno Vasco impulsó en 2012 la creación de este centro de investigación, en el que participan Ikerbasque;
y la Universidad del País Vasco (UPV/EHU) son los patronos fundadores.
Este centro de investigación fundamental y traslacional en el área de las neurociencias denominado oficialmente Achucarro Basque Center for Neuroscience tiene su sede, de manera temporal, en el Parque Científico y Tecnológico de Vizcaya, en Zamudio.
El centro toma su nombre Nicolás Achucarro, médico e investigador vasco, pionero de las modernas técnicas de investigación del cerebro, a cuya figura que pretende rendir tributo con este gesto.
El objetivo científico del centro, en sus primeros años de andadura, es el estudio de la Biología Neuro-glial en el cerebro sano y enfermo; La organización y el procesamiento de la información en los circuitos neuronales; La caracterización de los mecanismos genéticos, moleculares y celulares en las enfermedades neurodegenerativas: y la investigación traslacional y desarrollo de nuevas terapias para las enfermedades cerebrales. De manera que esa investigación fundamental contribuya a proporcionar las claves para nuevas terapias y herramientas para luchar contra las enfermedades neurodegenerativas como el Alzheimer, la Esclerosis Múltiple, entre otras.
Además de los proyectos de investigación que desarrollan los grupos de investigación vinculados al centro, se desarrollan actividades de transferencia del conocimiento dirigidas a los diferentes grupos de interés relacionados con la organización y los objetivos, como son la colaboración en la coordinación y desarrollo de los programas oficiales de máster y doctorado en neurociencias de la Universidad del País Vasco (UPV/EHU), seminarios de investigación, congresos del área de investigación, cursos avanzados sobre neurobiología, y técnicas y tecnologías utilizadas en la actividad investigadora, así como un ciclo de conferencias divulgativas (Achucarro Forum) dirigidas al público en general.
En septiembre de 2013, la Comisión Europea reconoce al centro Achucarro con el galardón "HR Excellence in Research" que otorga a las organizaciones dedicadas a la investigación que gestionan de manera excelente a y con sus personas.